# AirAsia Philippines
AirAsia Philippines (ab Oktober 2013 im Markenauftritt AirAsia Zest) war eine philippinische Fluggesellschaft mit Sitz in Manila. Das Unternehmen fusionierte im Herbst 2015 mit der Schwestergesellschaft Zest Airways, woraus Philippines AirAsia hervorging.

## Geschichte
AirAsia Philippines wurde im Dezember 2010 als Tochtergesellschaft der malaysischen AirAsia Bhd. gegründet. Diese übernahm 40 Prozent der Unternehmensanteile, die restlichen Beteiligungen hielten zu jeweils 20 Prozent die philippinischen Unternehmer Antonio O. Cojuangco, Michael R. Romero und Marianne B. Hontiveros. Am 7. Februar 2012 erteilte die philippinische Luftfahrtbehörde der Fluggesellschaft ein Air Operator Certificate. Die Betriebsaufnahme erfolgte im Mai 2012 mit zwei Maschinen des Typs Airbus A320, die auf dem rund 80 Kilometer nordwestlich der philippinischen Hauptstadt Manila gelegenen Flughafen Clark International stationiert waren.
Zur schnelleren Expansion beteiligte sich der malaysische Mutterkonzern AirAsia im Sommer 2013 mit 49 Prozent an Zest Airways, einer anderen philippinischen Fluggesellschaft, die hauptsächlich vom Flughafen Manila ausgehende Routen bediente. Nach der Übernahme von Zest Airways firmierte' diese ab Oktober 2013 im Außenauftritt unter dem Namen AirAsia Zest. Gleichzeitig wurde auch der Markenname sowie das Corporate Design der AirAsia Philippines entsprechend geändert. Beide Gesellschaften blieben aber weiterhin luftrechtlich zwei getrennte Unternehmen, die ihren Betrieb mit jeweils eigenem Air Operator Certificate durchführten.
Die malaysische Konzernmutter erhöhte ihre Beteiligung an Zest Airways im September 2015 auf 51 Prozent und übernahm damit die Mehrheit an dieser Fluggesellschaft. Gleichzeitig erhielten die Anteilseigner von AirAsia Philippines und Zest Airways Beteiligungen am jeweils anderen Unternehmen. Beide Fluggesellschaften wurden im Herbst 2015 mit Wirkung zum Jahresende fusioniert. Aus der Fusion ging Philippines AirAsia hervor. Diese nutzt das Air Operator Certificate der ehemaligen Zest Airways zur Durchführung ihres Flugbetriebs.

## Flotte
- Airbus A320-200 (ab Herbst 2013 im Markenauftritt AirAsia Zest)